# Xã Elling, Quận Pierce, Bắc Dakota
Xã Elling (tiếng Anh: Elling Township) là một xã thuộc quận Pierce, tiểu bang Bắc Dakota, Hoa Kỳ. Năm 2010, dân số của xã này là 46 người.